# Penshurst, New South Wales
Penshurst är en del av en befolkad plats i Australien. Den ligger i kommunen Hurstville och delstaten New South Wales, i den sydöstra delen av landet, omkring 17 kilometer sydväst om delstatshuvudstaden Sydney. Antalet invånare är 11 692.
Trakten är tätbefolkad. Närmaste större samhälle är Sydney, omkring 17 kilometer nordost om Penshurst. 
Runt Penshurst är det i huvudsak tätbebyggt. Genomsnittlig årsnederbörd är 1 507 millimeter. Den regnigaste månaden är juni, med i genomsnitt 232 mm nederbörd, och den torraste är juli, med 39 mm nederbörd.